# 鲍勃·福尔肯伯格
鲍勃·福尔肯伯格（英語：Bob Falkenburg，1926年1月29日—2022年1月6日），美国男子网球运动员。他曾获得温布尔登网球锦标赛男子单打冠军、男子双打冠军、美国网球公开赛男子双打冠军。